# Sharon Bezaly
Sharon Bezaly   (Tel-Aviv, 2 d'octubre de 1972) és una flautista solista israeliana.

## Biografia
Sharon Bezaly viu actualment a Suècia. Va començar a actuar als 11 anys i va debutar el 1987 als 14 anys amb Zubin Mehta i l'Orquestra Filharmònica d'Israel. Per consell de Jean-Pierre Rampal, va continuar la seva formació al Conservatori Nacional de Música de París amb Alain Marion, Raymond Guiot i Maurice Bourgue, acabant amb el primer premi de flauta travessera i música de cambra. També estudia amb Aurèle Nicolet.
Sense deixar de banda el repertori clàssic, també toca composicions de músics contemporanis com Sofia Gubaidúlina, Kalevi Aho, Christian Lindberg, Sally Beamish, Uljas Pulkkis, Ge Gan-Ru o Zhou Long.
La seva flauta d'or (24 quirats) està signada pel fabricant japonès Muramatsu.

## Actuacions
Sharon Bezaly ha aparegut amb les orquestres simfòniques i de cambra més grans d'Àsia, Israel, Europa central i Occidental, Anglaterra, Amèrica del Sud i del Nord, Austràlia, Escandinàvia i Sud-àfrica.
Va ser escollida artista resident per "The Hague Residence Orchestra" (2007-08) sota la direcció de Neeme Järvi. Ha actuat com a solista per al "The Proms" de Londres, així com amb lOrquestra Simfònica de Cincinnati, la de la Ràdio dels Països Baixos, lOrquestra Simfònica de Singapur, la de São Paulo, lOrquestra Filharmònica de Rotterdam, de Tòquio, Seül i amb l'Orquestra Filharmònica de Malàisia, lOrquestra Filharmònica d'Osaka; en espais com el "Musikverein" (Viena), la "Philharmonie" de (Colònia), el "Rudolfinum" a Praga, el "Palais des Beaux-Arts" de Brussel·les, el "Concertgebouw" d'Amsterdam i el "Wigmore Hall" de Londres, així com al "Théâtre du Châtelet" i la "Salle Gaveau" de París, al "Suntory Hall" de Tòquio i durant festivals amb Gidon Kremer del quartet Bartók.
En Maig del 2006, va aparèixer a "l'Orquestra Hall" de Minneapolis amb Osmo Vänskä i lOrquestra Simfònica de Minnesota.
Sharon Bezaly grava amb el segell BIS.

## Honors
- Jove artista clàssic de l'any de Cannes (2003)
- Instrumentista de l'any ECHO Klassik (2002)
- Artista de ràdio de la BBC de nova generació (2006-2008)